# Héctor Moreno (Leichtathlet)
Héctor Moreno (Héctor José Moreno Moreno; * 8. Juni 1963 in Ventaquemada, Departamento de Boyacá) ist ein ehemaliger kolumbianischer Geher.
1981 gewann er bei den Juegos Bolivarianos Silber im 20-km-Gehen. 1983 holte er über dieselbe Distanz bei den Panamerikanischen Spielen in Caracas Bronze und siegte bei den Iberoamerikanischen Meisterschaften sowie bei den Südamerikameisterschaften in Santa Fe.
Bei den Olympischen Spielen 1984 in Los Angeles wurde er über 20 km Zwölfter.
Jeweils über 20 km gewann er bei den Zentralamerika- und Karibikmeisterschaften 1985 und bei den Zentralamerika- und Karibikspielen 1986 Bronze.
1987 errang er bei den Panamerikanischen Spielen in Indianapolis Bronze im 50-km-Gehen und erreichte bei den Weltmeisterschaften in Rom über 20 km nicht das Ziel.
Bei den Olympischen Spielen 1988 in Seoul kam er über 20 km auf Rang 33 und über 50 km auf Rang 30.
1989 siegte er über 20 km bei den Juegos Bolivarianos und holte Silber bei den Südamerikameisterschaften in Medellín. Im Jahr darauf gewann er bei den Zentralamerika- und Karibikspielen Gold über 50 km und Bronze über 20 km. 1991 triumphierte er bei den Panamerikanischen Spielen in Havanna über 20 km. Bei den Weltmeisterschaften in Tokio kam er über 20 km auf den 19. Platz und erreichte über 50 km nicht das Ziel.
Bei den Olympischen Spielen 1992 in Barcelona wurde er über 20 km Neunter.
1993 gewann er über 20 km Silber bei den Juegos Bolivarianos, siegte bei den Zentralamerika- und Karibikmeisterschaften, wurde Elfter bei den Weltmeisterschaften in Stuttgart und holte Silber bei den Zentralamerika- und Karibikspielen. 1994 folgte Bronze bei den Iberoamerikanischen Meisterschaften im 20.000-Meter-Gehen. 1995 holte er bei den Südamerikameisterschaften in Manaus Silber über 20.000 Meter und bei den Zentralamerika- und Karibikmeisterschaften Bronze über 20 km. Bei den Weltmeisterschaften in Göteborg belegte er über 20 km den 13. Platz.
1996 gewann er bei den Iberoamerikanischen Meisterschaften erneut Bronze über 20.000 Meter. Bei den Olympischen Spielen in Atlanta erreichte er über 20 km nicht das Ziel und kam über 50 km auf Rang 16.
1997 siegte er bei den Südamerikameisterschaften in Mar del Plata über 20.000 Meter. Einem 17. Platz über 50 km Weltmeisterschaften in Athen folgte Silber über 20 km bei den Juegos Bolivarianos.
Bei den Iberoamerikanischen Meisterschaften 1998 gewann er Bronze über 20 km.
Sein älterer Bruder Querubín Moreno war ebenfalls als Geher erfolgreich.

## Persönliche Bestzeiten
- 20 km Gehen: 1:21:50 h, 3. Mai 1987, New York City
- 50 km Gehen: 3:52:16 h, 25. Mai 1997, Naumburg